# Gisela Grade
Gisela Grade (* 5. Mai 1935 in Dessau) ist eine deutsche Textilkünstlerin, Malerin und Grafikerin.

## Leben und Werk
Gisela Grade absolvierte von 1951 bis 1953 eine Lehre als Damenschneiderin. Von 1954 bis 1958 studierte sie bei Willi Sitte, Lothar Zitzmann und Irmgard Glauche an der Burg Giebichenstein. Danach war sie bis 1960 als Gebrauchswerberin (Werbegestalterin) und Grafikerin in Magdeburg angestellt. 1965 zog sie nach Berlin und begann als freischaffende Textilkünstlerin, Malerin und Grafikerin zu arbeiten. Daneben leitete sie im Studio Bildende Kunst in Berlin-Lichtenberg Kunstkurse für Erwachsene. Von 1976 bis 1990 war Gisela Grade Mitglied des Verbands Bildender Künstler der DDR.
Im Textilen wurde vor allem die Applikationsnäherei, zum Teil ergänzt durch Stickerei, zu ihrer Technik. Nach der deutschen Wiedervereinigung wandte Gisela Grade sich vermehrt der Grafik zu. Ihre textilen Werke befinden sich unter anderem im Kunstgewerbemuseum Berlin im Schloss Köpenick, im Grassi Museum für Angewandte Kunst in Leipzig und in der St. Michael-Kirche in Prag.

## Ausstellungen (unvollständig)

### Einzelausstellungen
- 1982: Dessau, Schloss Georgium (Applikationen, Zeichnungen, Collagen)

- 1995: Berlin-Lichtenberg, Studio Bildende Kunst („Variationen – Streifen, Streifen – Variationen“)
- 2017: Berlin, Inselgalerie („Klares – Entgrenztes“. Mit Teresa Casanueva)
- 2021: Berlin, Studio Bildende Kunst („Abschied“. Grafik und Collagen)[6]

### Ausstellungsbeteiligungen
- 1975 bis 1989: Berlin, fünf Bezirkskunstausstellungen
- 1977/1978, 1982/1983 und 1987/1988: Dresden, VIII. bis X. Kunstausstellung der DDR
- 1980: Leipzig, Grassi Museum für Angewandte Kunst („Textil ’80“)
- 1983: Berlin („Textilminiaturen“)
- 1983: Göttingen, Städtisches Museum („Kunsthandwerk aus der DDR. Textilgestaltung – Holzgestaltung“)
- 1983: Hannover und Tilburg („Minitextilkunst“)
- 1985: Weimar, Kunsthalle am Theaterplatz („Textil ’85. 3. Ausstellung der Textilgestaltung in der DDR.“)